# Louis Picamoles
Louis Picamoles (París, 5 de febrero de 1986) es un jugador francés de rugby que se desempeña como Número 8. Juega para la selección francesa y en el Stade Toulousain.

## Carrera de club
Picamoles comenzó a jugar rugby en el club Montpellier en 1999 a la edad de 12 años y jugó para este durante diez años debutando en primera en el año 2004. Para la temporada 2009–10 firmó con el Stade Toulousain.
Una vez terminada la copa del mundo Picamoles da la noticia de que la temporada 2015-16 será la última con Stade Toulousain y no renovará su contrato ya que a partir de verano de 2016 tiene intención de jugar en la premiership de mano de Northampton Saints

## Carrera internacional
Picamoles debutó con la selección francesa en 2008 y ha hecho desde entonces 10 apariciones con 5 puntos. Ha sido seleccionado 31 veces para el equipo absoluto. Ha marcado 30 puntos, en seis ensayos.
Jugó en el Torneo de las Seis Naciones de 2008 y 2009. El 11 de mayo de 2011, al término de una temporada donde tuvo un papel destacado con el Stade toulousain, fue seleccionado por Marc Lièvremont en la lista de los 30 para participar en la Copa Mundial de Rugby 2011 en Nueva Zelanda. Jugó los partidos contra Canadá, Nueva Zelanda e Inglaterra.
Volvió al Seis Naciones en 2012. El 11 de enero de 2013, Philippe Saint-André lo seleccionó entre los 33 jugadores del Seis Naciones de 2013.
Fue uno de los más destacados del torneo, a pesar de la pobre actuación de Francia. Es un digno sucesor, como número 8, de Imanol Harinordoquy. Llevó el balón 70 veces, más que cualquier otro jugador, e hizo más metros (351) que ningún otro delantero, lideró el número de delanteros contrarios batidos (15). Logró dos ensayos, uno el domingo 3 de febrero cuando Francia fue derrotada por Italia 23-18; y el segundo, el 9 de marzo, en el empate frente a Irlanda 13-13. Fue elegido hombre del partido contra Irlanda, gracias a su ensayo marcado en el minuto 74. Algunos lo consideran como el mejor jugador francés desde el principio del Torneo. Su trabajo desde la base de la melée fue excepcional, y también en el juego libre, de manera que si hubiera tenido más colaboración por sus compañeros, sus asistencias hubieran valido muchos ensayos.
En 2015 fue seleccionado para formar parte de la selección francesa que participa en la Copa Mundial de Rugby de 2015. Los aficionados lo eligieron (a través de Twitter) como "Jugador del partido" (Man of the Match) en enfrentamiento de su equipo contra Italia en la fase de grupos, el 19.09.2015. En la derrota de cuartos de final 13-62 frente a Nueva Zelanda, Louis Picamoles anotó el único ensayo de Francia, a los 35’; sin embargo, vio la tarjeta amarilla por un amago de puñetazo sobre McCaw. En verano de 2017 regresa a Montpellier

## Palmarés
- Torneo de las Seis Naciones 2010.
- Top 14 2010-2011.
- Top 14 2011-2012.